# Xysticus altaicus
Xysticus altaicus is een spinnensoort uit de familie van de krabspinnen (Thomisidae).
De wetenschappelijke naam van de soort werd in 1895 gepubliceerd door Eugène Simon.